# 22 aprile
Il 22 aprile è il 112º giorno del calendario gregoriano (il 113º negli anni bisestili). Mancano 253 giorni alla fine dell'anno.

## Eventi
- 1073 - Elezione di papa Gregorio VII
- 1370 - A Parigi inizia la costruzione di due torri nei pressi di porta S. Antonio, nucleo centrale da cui nel corso dei secoli si svilupperà la Bastiglia
- 1418 - Nell'ultima seduta del 22 aprile papa Martino V approva tutti i decreti del Concilio, anche quelli decisi prima della sua elezione
- 1500 - Il navigatore portoghese Pedro Álvares Cabral è il primo europeo ad avvistare le coste del Brasile
- 1509 - Enrico VIII d'Inghilterra sale al trono dopo la morte del padre, Enrico VII d'Inghilterra
- 1516 - Viene pubblicata la prima edizione della prima versione dell'Orlando furioso di Ludovico Ariosto
- 1529 - Il Trattato di Saragozza fissa la divisione dell'emisfero occidentale tra Spagna e Portogallo indicando la linea di demarcazione a 297,5 leghe a ovest delle Molucche; la Spagna riceve una ricompensa in termini monetari per la cessione al Portogallo di una porzione di territorio maggiore a quella precedentemente convenuta
- 1815 - Durante la guerra austro-napoletana, il generale Adam Albert von Neipperg occupa Forlì
- 1836 - Stati Uniti d'America: il giorno dopo la battaglia di San Jacinto, le forze texane guidate da Sam Houston catturano il generale messicano Antonio López de Santa Anna
- 1864 - Il Congresso degli Stati Uniti approva il Coinage Act 1864 che stabilisce la stampigliatura della scritta «In God We Trust» su tutte le monete
- 1868 - Umberto I sposa a Torino la cugina Margherita
- 1897 - L'anarchico italiano Pietro Acciarito tenta di accoltellare Umberto I presso Roma
- 1906 - Le Olimpiadi estive del 1906, oggi non riconosciute nella lista ufficiale dei Giochi olimpici, si aprono ad Atene
- 1912 - La Pravda, l'organo di stampa del Partito Comunista dell'Unione Sovietica, inizia le pubblicazioni a San Pietroburgo
- 1914 - USA: Babe Ruth fa il suo esordio nel baseball professionistico
- 1915 - Prima guerra mondiale: durante la seconda battaglia di Ypres, in Belgio, le truppe tedesche fanno ricorso all'iprite, un gas tossico che causa alle truppe inglesi circa 5000 morti e 10000 intossicati, in quello che è considerato il primo episodio di guerra chimica della storia dell'uomo
- 1943 - Albert Hofmann scrive il suo primo rapporto sulle proprietà allucinogene dell'LSD
- 1944 - Seconda guerra mondiale, inizia l'Operazione Persecution: le forze alleate sbarcano nella zona olandese della Nuova Guinea
- 1945 - Seconda guerra mondiale: dopo aver appreso che le forze sovietiche sono entrate a Eberswalde senza necessità di combattere, Adolf Hitler, già asserragliato nel suo bunker, ammette la sconfitta e afferma di essere intenzionato a suicidarsi
- 1954 - Paura rossa: il senatore USA Joseph McCarthy inizia a investigare su esponenti dell'esercito sospettati di filo-comunismo
- 1964 - New York, Stanley Kubrick e Arthur C. Clarke si incontrano per la prima volta e iniziano a sviluppare la sceneggiatura di 2001: Odissea nello spazio
- 1967 - Torino, la Fiat presenta la 125
- 1970 - Celebrazione della prima Giornata della Terra
- 1972 - Guerra del Vietnam: l'escalation di bombardamenti sul Vietnam provoca numerose manifestazioni di protesta contro la guerra in numerose città da una costa all'altra degli USA
- 1974 - Sciagura aerea a Bali, Indonesia: un Boeing 707 della Pan Am precipita causando 107 vittime
- 1975 - Il parlamento italiano approva con legge 151/1975 la riforma del diritto di famiglia, che include alcuni aspetti-chiave come la libertà matrimoniale, la comunione dei beni e il riconoscimento dei figli nati fuori dal matrimonio[1]
- 1977 - Primo utilizzo della fibra ottica, inventata da Narinder Singh Kapany, per trasportare il segnale telefonico
- 1978 - USA: i The Blues Brothers fanno la loro prima apparizione al Saturday Night Live
- 1983 - Viene annunciato il ritrovamento in Germania Ovest dei diari di Hitler, che però risulteranno dei falsi
- 1988 - L'Athenian Venture affonda nell'Oceano Atlantico
- 1989 - Il singolo Like a Prayer e l'album Like a Prayer di Madonna raggiungono contemporaneamente le posizioni numero 1 delle rispettive classifiche di vendita
- 1990 - Tentato golpe al presidente nigeriano Ibrahim Babangida
- 1993 - Apre a Washington lo United States Holocaust Memorial Museum
- 1997 - Perù: un commando di forze governative libera in un blitz 71 persone tenute in ostaggio da 126 giorni da un gruppo di ribelli nella residenza dell'ambasciatore giapponese nella capitale Lima; uno degli ostaggi muore per infarto e due soldati rimangono uccisi, mentre tutti i ribelli vengono eliminati e quelli che si arrendono vengono giustiziati sul posto (fra cui due ragazze di 16 anni)
- 1997 - Albania: arenamento del Vittorio Veneto (C 550) sulle coste dell'Albania, di fronte al porto di Valona, senza riportare particolari danni
- 2004 - Corea del Nord: vicino alla Stazione di Ryongchon, 200 chilometri a nord di Pyongyang, si scontrano due treni, uno carico di petrolio e l'altro di gas liquido, causando circa 150 morti e 1250 feriti
- 2005 - Il presidente della Repubblica Carlo Azeglio Ciampi incarica il presidente del Consiglio uscente Silvio Berlusconi di formare un nuovo governo
- 2006 - Iraq: Jalal Talabani, storico oppositore di Saddam Hussein è stato eletto per un secondo mandato presidenziale, diventando così il primo presidente eletto sotto l'autorità della nuova costituzione del paese
- 2024 - L'Inter batte in casa a San Siro il Milan 2-1 nel derby della Madonnina e vince il suo 20° scudetto,quello della seconda stella

## Nati
Ci sono circa 1 170 voci su persone nate il 22 aprile; vedi la pagina Nati il 22 aprile per un elenco descrittivo o la categoria Nati il 22 aprile per un indice alfabetico.

## Morti
Ci sono circa 510 voci su persone morte il 22 aprile; vedi la pagina Morti il 22 aprile per un elenco descrittivo o la categoria Morti il 22 aprile per un indice alfabetico.

## Feste e ricorrenze

### Civili
Internazionali:
- Giornata della Terra

Nazionali:
- Francia - Festa della segretaria (Administrative Professional's Day o Journée mondiale des secrétaires) (dal 1991)
- Italia - Giornata nazionale della salute della donna[2]
- Stati Uniti d'America - Festa della segretaria (Administrative Professional's Day o Journée mondiale des secrétaires) (dal 1951)

### Religiose
Cristianesimo:
- Sant'Agapito I, papa
- Sant'Alessandra e compagni, martiri
- Sant'Apelle di Smirne, vescovo e martire
- San Caio, papa
- Santi Epidodio e Alessandro, martiri
- San Frodulfo
- San Leone di Sens, vescovo
- San Leonida, martire
- San Lucio di Laodicea, vescovo e martire
- San Maryahb, martire
- Santi Miles, Aborsam e Sinai, martiri
- Sant'Opportuna di Séez, badessa
- Santa Senorina di Vieira, badessa
- San Sotero, papa
- San Teodoro il Siceota
- San Virginio, martire, legionario romano
- Beato Adalberto II di Ostrevent, conte
- Beato Francesco Venimbeni (da Fabriano)
- Beato Ndoc Suma, sacerdote e martire
- Beato Stefano d'Ungheria, martire

Fede nativa slava:
- Festa di Lela (o Lelo o Lel), Dio dell'amore carnale

Zoroastrismo: 
- Jashan di Ardavisht, celebrazione di Ardavisht, Ottima Legge, spirito immortale preposto al fuoco e alla luce